# تراتی (فنوج)
تراتی، روستایی در دهستان محترم‌آباد بخش کتیج شهرستان فنوج در استان سیستان و بلوچستان ایران است.

## جمعیت
این روستا در دهستان محترم‌آباد قرار دارد و براساس سرشماری عمومی نفوس و مسکن (۱۳۹۵) ، جمعیت آن زیر سه خانوار بوده‌است.